# Tony Grisoni
Pour les articles homonymes, voir Grisoni.
Tony Grisoni est un scénariste britannique né le 28 octobre 1952 à Bournemouth.
Il a notamment collaboré à plusieurs films réalisés par Terry Gilliam et a coécrit avec lui les deux versions de L'Homme qui tua Don Quichotte, film deux fois annulé.

## Filmographie
- 1998 : Las Vegas Parano de Terry Gilliam
- 2002 : In This World de Michael Winterbottom
- 2005 : Les Frères Grimm (non crédité) de Terry Gilliam
- 2006 : Tideland de Terry Gilliam
- 2007 : Au-delà de l'illusion de Gillian Armstrong
- 2009 : The Red Riding Trilogy (série de téléfilms) de Julian Jarrold, James Marsh et Anand Tucker
- 2009 : The Unloved (téléfilm) de Samantha Morton
- 2013 : Maintenant c'est ma vie (How I Live Now) de Kevin Macdonald
- 2013 : Southcliffe (mini-série) (également créateur)
- 2018 : L'Homme qui tua Don Quichotte (The Man Who Killed Don Quixote) de Terry Gilliam
- 2018 : The City and the City (mini-série) (également créateur)